# 基础教育论：校内同性恋议题
《基础教育论：校内同性恋议题》（英語：It's Elementary: Talking About Gay Issues in School）是戴布拉·查斯诺夫与海伦·科恩导演的1996年美国紀錄片，向教育工作者提供引导小学生容忍同性恋所需信息。影片填补同类题材空白并普受好评，但也招来保守派反弹。电影在许多电影节上映，还在21世纪初小范围公映。
美国家庭协会的强烈反对导致公共广播电视公司基本没为本片发行助力，许多人致电或致信（包括电子邮件）电视台，要求该司节目主任不要安排《基础教育论：校内同性恋议题》播出。电影获GLAAD媒體獎最佳纪录片、旧金山国际电影节银尖塔奖、奥斯汀同性恋国际电影节观众奖，至今已推出续作《家庭》和《还在小学》。

## 背景
戴布拉·查斯诺夫打算制作引导儿童了解同性恋人群的教育视频，但得知教育工作者在这方面能找到的信息很少。据她透露：“当前政治气候趋于保守，仅仅谈到同性恋都会招来强烈反弹，许多老师为此不敢和孩子们谈论”。信息缺乏促使查斯诺夫继续努力，她与制片人海伦·科恩同课程涉及同性恋的美国教师交流。许多教职员工和家长不希望留下文献纪录，导致两人很难进入学校摄制和采访，部分家长甚至在本片摄制期间不让孩子上学。电影在旧金山、纽约、威斯康星州麦迪逊、马萨诸塞州剑桥学校制作。查斯诺夫1999年表示，本片有可能因为制作时期招致反弹，制作期间适逢马修·谢巴德谋杀案及后期案件审理和比利·杰克·盖瑟谋杀案。在她看来，1999年科倫拜校園事件凶手遭遇恐同语言虐待的传言也可能导致他人刻意针对本片。

## 情节大纲
据《幼儿教育跨性别儿童之声》记载，1996年纪录片《基础教育论：校内同性恋议题》向教育工作者提供防止儿童歧视同性恋所需信息，“填补同类题材空白”。该片由查斯诺夫与科恩导演:55，注重引导小学生学会容忍同性恋。片中可见一到八年级学生谈论LGBTQ，年纪偏小的儿童往往更能接受LGBTQ人群。影片包含两种版本，分别长近40分钟和78分钟，其中前者属培训版:224。
片中采访的教育工作者采用各种方法向学童介绍同性恋，如四年级教师“鼓励学生从方方面面思考‘同性恋’，探讨同性恋与社会之间的关系、社会对他们的看法和态度，导致相应结果的根本原因”。八年级教师打破人们对同性恋的成見，推动学生访谈同性恋人士。小学校长举办“爱造就家庭”摄影活动，其中就有许多同性恋家庭。同性恋家长女孩宣读取材两母的母亲节文章，五年级教师发现学生对同性恋家长和孩子的照片与故事没有意见。波多黎各裔教师表示，传统因素部分导致她难以放开心态面对LGBTQ事物。

## 发行
《基础教育论：校内同性恋议题》在众多电影节发行，新时代影业1996年推出VHS录像带，2008年发布DVD。DVD包含隱藏字幕、西班牙语字幕、教育资源，还有删除镜头、导演专访等特别花絮，续集《还在小学》，另有136页指南书册，介绍如何在学校和社区使用本片资源。1999年6月8日《倡导者》杂志称《基础教育论：校内同性恋议题》将在公共广播电视公司至少60家电视台播映。两位导演发起活动推动人们向地方电视台要求播出本片。公共广播电视公司1999年拒绝在该司全国频道播出，将播映权以独立公司名义卖给其他电视台。1999年6月7日《巴尔的摩太阳报》针对纪录片发文之际，89家公共电视台同意播出，80家拒绝，53家尚未决定。面对美国家庭协会的强烈反对，公共广播公司基本没为本片电视首播助力。许多人预先致电或致信（包括电子邮件）电视台，要求公共广播电视公司节目主任不要安排《基础教育论：校内同性恋议题》播出。KCWC台节目主任鲁比·卡尔弗特表示“收到怀俄明州许多人打来的电话”，对安排本片播出颇感挣扎。

## 评价和反响
《基础教育论：校内同性恋议题》获全国教育协会主席和全国家长教师协会好评，全国教育协会主席对此表示：“面对人类尊严和人权问题时学校不能保持中立”。电影上映后已有三千多家教育机构取得放映媒介，在美国乃至全球成千上万机构分享。国际妇女争取和平与自由联盟1999年发文称赞片中“在全国各地学校拍摄的片段激励人心”，敢于探讨“经常令成人结巴的话题”。
影片获旧金山国际同志电影节、芝加哥国际同志电影节、图灵同性恋电影节、圣芭芭拉同性恋电影节最佳纪录片，北极光国际电影节教师教育金鹰奖和最佳教育片奖，1997年GLAAD媒體獎最佳纪录片和年度纪录片奖，旧金山国际电影节银尖塔奖，全国教育媒体市场银苹果奖，奥斯汀同性恋国际电影节观众奖。
家庭保护理事会主席等保守派人士对本片发行颇感不快，部分团体强烈谴责查斯诺夫与科恩“鼓吹同性恋议程”、为儿童洗脑，推动他们走上“同性恋生活”道路。爱达荷州保守派反对电影公开播映，立起反对本片的广告牌。美国家庭协会制作电影反击，片名《受苦的是孩子：回应公立学校同性恋议程》。该片谴责《基础教育论：校内同性恋议题》的内容断章取义，作者杰米·坎贝尔·奈杜宣称查斯诺夫与科恩的作品看起来就像“在课堂上（把孩子们）教成同性恋”。:55慈善家詹姆斯·赫梅尔为《基础教育论：校内同性恋议题》制作捐助1.2万美元，此事公开后一定程度上导致美国参议院拒绝确认比尔·克林顿总统请他出任大使的提名，保守派参议员表示担心赫梅尔参与鼓吹“同性恋生活方式”。新罕布什尔州参议员鲍勃·史密斯曾在参议院演说把同性恋教育项目批为“垃圾”，在他看来，《基础教育论：校内同性恋议题》就是在质疑他的发言。

## 余波
俄亥俄州立大学衛克斯那藝術中心2008年放映《基础教育论：校内同性恋议题》40分钟版和续集《还在小学》。随后富兰克林县教育委员会主任布拉德·米切尔与希望防止校园恐同的教师开会讨论。2018年，旧金山国际同志电影节在追授查斯诺夫奖项之际播映本片，组织方称赞影片“以出众勇气把LGBTQ事务这种小学教育雷区转变成道路通畅的游乐场”，“对酷兒议题纳入小学课程至关重要”。图书《幼儿教育跨性别儿童之声》以本片为例探讨如何把LGBTQ议题纳入基础学术教育，并以续作《还在小学》作为学校减少霸凌、增加包容的LGBTQ项目典范。

## 续作
全国家长教师协会主席金尼·马克尔在白宮播放本片续作《家庭》，儿童在片中谈论同性恋家庭及其他“非常规”家庭，如父母离异、吸毒、跨种族、跨宗教、残疾，或是领养及其他监护人组建家庭。该片由查斯诺夫导演，2000年发行，片长34分钟。
《还在小学》也是本片续作，讲述前作出场师生后来的生活。该片2007年发行，片长47分钟，同样由查斯诺夫执导。